# Ljubinskij
Ljubinskij (in russo Любинский?) è un insediamento operaio dell'oblast' di Omsk, in Russia, nella parte sud della Siberia Occidentale. È il centro amministrativo del distretto Ljubinskij.
Si trova a 20 km dalla riva sinistra dell'Irtyš, circa 50 km a nord-ovest di Omsk.